# Dihori, Bârzula
Dihori (în ucraineană Дігори, transliterat: Dihorî) este un sat în comuna Ocna din raionul Bârzula, regiunea Odesa, Ucraina.

## Demografie
Componența lingvistică a localității Dihori
     Ucraineană (90,86%)
     Română (5,14%)
     Rusă (3,43%)
Conform recensământului din 2001, majoritatea populației localității Dihori era vorbitoare de ucraineană (90,86%), existând în minoritate și vorbitori de română (5,14%) și rusă (3,43%).